# David Levering Lewis

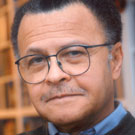
David Levering Lewis

David Levering Lewis (* 25. Mai 1936 in Little Rock) ist ein US-amerikanischer Historiker, der an der New York University lehrt. Er hat zweimal den Pulitzer-Preis in der Kategorie „Biografie oder Autobiografie“ gewonnen, jeweils für den ersten und den zweiten Teil seiner Biografie von W. E. B. Du Bois (1994 und 2001). Damit ist er der erste Autor, der diesen Preis für zwei Veröffentlichungen über die gleiche Person gewonnen hat.
Lewis beschäftigt sich mit vergleichender Geschichtsforschung mit besonderem Fokus auf der Sozialgeschichte der Vereinigten Staaten des 20. Jahrhunderts und der Entwicklung der Bürgerrechte in den Vereinigten Staaten. Sein Interesse erstreckt sich auch auf das Afrika des 19. Jahrhunderts, das Frankreich des 20. Jahrhunderts und das Islamische Spanien.

## Leben
Lewis entstammt einer afro-amerikanischen Familie der Mittelklasse. Sein Vater John Henry Lewis graduierte am Morris Brown College in Atlanta und setzte seine Ausbildung an der Yale Divinity School fort, deren erster afro-amerikanischer Graduierter er wurde. Er erwarb seinen M. A. in Soziologie an der University of Chicago und wurde Schulleiter der Dunbar Junior and Senior High School and Junior College in Little Rock, Arkansas. Lewis’ Mutter arbeitete als Mathematiklehrerin an dieser Schule. Als die Familie in Little Rock lebte, besuchte der junge Lewis eine Bekenntnisschule. Als er älter wurde, schickten ihn seine Eltern nach Ohio, um die Wilberforce Preparatory School und die Xenia High School zu besuchen. Danach zog die Familie nach Atlanta, wo sein Vater Leiter des Morris Brown College wurde, und Lewis die Booker T. Washington High School besuchte. Mit 15 Jahren erwarb er vorzeitig die Hochschulreife und besuchte die Fisk University in Nashville, Tennessee. Er wurde 1956 in die Universitätsgesellschaft Phi Beta Kappa aufgenommen.
Lewis besuchte kurzzeitig die University of Michigan Law School, ging dann aber an die Columbia University, wo er 1959 seinen M. A. in Geschichte. Danach setzte er sein Studium an der London School of Economics fort, wo er 1962 in moderner europäischer Geschichte promovierte.
Von 1961 bis 1962 diente er in der US-Armee in Landstuhl als Psychiatrietechniker im Range eines Private First Class (Gefreiten).

## Akademische Karriere
1963 hielt Lewis Vorlesungen über mittelalterliche afrikanische Geschichte an der University of Ghana. Nach seiner Rückkehr in die Vereinigten Staaten lehrte er 1970 bis 1980 an der Morgan State University, der University of Notre Dame, der Howard University, und der University of the District of Columbia, zunächst als Assistenzprofessor, später als ordentlicher Professor.
Lewis ist Autor der ersten akademischen Biografie von Martin Luther King, die 1970 veröffentlicht wurde, weniger als zwei Jahre nach der Ermordung von King. Sein Buch zur Dreyfus-Affäre Prisoners of Honor: The Dreyfus Affair wurde 1974 veröffentlicht, The Bicentennial History of the District of Columbia 1976; und When Harlem Was in Vogue 1980. Lewis hatte viele Jahre lang einen Lehrstuhl für Geschichte an der University of California in San Diego inne.
1985 übernahm Lewis den Martin-Luther-King-Lehrstuhl an der Rutgers University, den er 18 Jahre lang innehatte. Während dieser Zeit schrieb er seine später mit zwei Pulitzer-Preisen ausgezeichnete zweibändige Biografie von W. E. B. Du Bois, sowie 1987 The Race to Fashoda: European Colonialism and African Resistance in the Scramble for Africa.
Neben den beiden Pulitzer-Preisen erhielt Lewis 1994 den Bancroft Price und den Francis Parkman Prize für den ersten Band seiner Du Bois-Biografie. 2001 wurde er für den zweiten Band mit dem Anisfield-Wolf Book Award ausgezeichnet. Im Wintersemester 2001 war Lewis Gastprofessor für Geschichte in Harvard.
2003 übernahm er den Julius-Silver-Lehrstuhl für Geschichte an der New York University.

Lewis trat 1999 unter der Regie von Ric Burns für PBS als Geschichtsexperte im Film New York: A Documentary Film auf. Er war 2002 Präsident der Society of American Historians und ist Mitherausgeber der Zeitschrift The Crisis, die von der NAACP herausgegeben wird. Er ist Mitglied der American Academy of Arts and Sciences und der American Philosophical Society. Im Frühjahr 2008 war er Ellen Maria Gorrissen Fellow an der American Academy in Berlin in Berlin. Barack Obama zeichnete ihn am 25. Februar 2010 mit der National Humanities Medal aus. Lewis hielt am 19. September 2010 die Eröffnungsrede an der New York University Abu Dhabi in Saudi-Arabien. Für 2015 wurde ihm der Arthur M. Schlesinger Jr. Award zugesprochen.

## Privates
Lewis lebt in Manhattan und Stanfordville (New York) mit seiner Ehefrau Ruth Ann Stewart, die Professorin für Öffentliche Ordnung an der New York University ist. Er hat drei erwachsene Kinder aus erster Ehe mit Sharon Lynn Lewis: Eric Levering Lewis, Allison Lillian Lewis und Jason Bradwell Lewis. Daneben hat er auch eine Stieftochter, Allegra Stewart.

## Kritik
Hannes Stein charakterisierte Lewis’ Buch God's Crucible (2008) als „Schwarz-Weiß-Gemälde, das mit historischem Wunschdenken viel, mit Historiografie dagegen eher wenig zu tun hat.“

## Werke
- Prisoners of Honor: The Dreyfus Affair, William Morrow, 1974.
- District of Columbia: A Bicentennial History, W.W. Norton, 1976.
- King: A Critical Biography, Praeger Publishers, 1970; Univ. of Illinois Press, 1979.
- The Race for Fashoda: European Colonialism and African Resistance in The Scramble for Africa, New York: Weidenfeld and Nicolson, 1987, ISBN 1-55584-058-2
- When Harlem Was in Vogue, Alfred Knopf, 1981, ISBN 978-0-14-026334-3
- The Harlem Renaissance Reader (Hrsg.), 1994
- W. E. B. Du Bois: Biography of a Race, 1868–1919, Owl Books 1994, ISBN 978-0-8050-2621-4
- W. E. B. Du Bois: The Fight for Equality and the American Century 1919-1963, Owl Books 2001, ISBN 978-0-8050-6813-9
- (mit Deborah Willis) A Small Nation of People: W. E. B. Du Bois & African American Portraits of Progress, HarperCollins, 2003, ISBN 978-0-06-081756-5
- God's Crucible: Islam and the Making of Europe, 570-1215, New York: W. W. Norton & Company, 2008, ISBN 978-0-393-33356-5
- The Implausible Wendell Wilkie: Leadership Ahead of Its Time in Walter Isaacson (Hrsg.) Profiles in Leadership, W. W. Norton & Company, 2011, ISBN 978-0-393-07655-4